# Le Voleur et le Cordonnier
 (janvier 2011).
Pour plus de détails, voir Fiche technique et Distribution.
Le Voleur et le Cordonnier (The Thief and the Cobbler) est un long-métrage d'animation réalisé par le réalisateur Canadien, Richard Williams et distribué par Miramax Films. Ce film est « célèbre » pour les nombreux problèmes qu'il subit tout au long de sa production. La réalisation a commencé à la fin des années 1960 pour être finalisé en 1993, ce qui en fait l'un des tournages le plus long de l'histoire du cinéma.

## Synopsis
Au temps des Mille et une nuits, dans une cité d'or, les trois boules d'or protégeant la ville disparaissent mystérieusement tandis qu'un guerrier borgne s'apprête à attaquer la cité. Tack, un cordonnier, et la princesse Yum-Yum décident de retrouver les boules. Ils feront face à Zigzag, le vizir perfide, et à un voleur malchanceux.

## Fiche technique
- Titre : Le Voleur et le Cordonnier
- Titre original : The Thief and the Cobbler
- Titre original (Majestic version) : The Princess and the Cobbler
- Titre original (Miramax version) : Arabian Knight
- Réalisation : Richard Williams
- Scénario : Richard Williams et Margaret French
- Musique : Robert Folk (version définitive) et Jack Maeby (musiques additionnelles)
- Producteurs : Richard Williams et Imogen Sutton
- Production : Richard Williams Productions et Allied Filmmakers (version définitive)
- Distribution : Majestic Films International (Australie), Miramax Family Films (États-Unis) et AMLF (France)
- Durée : 91 minutes (Workprint Version), 80 minutes (The Princess and the Cobbler) et 72 minutes (Arabian Knight)
- Dates de sortie : The Princess and the Cobbler :  Australie : 23 septembre 1993 ; Arabian Knight :  États-Unis : 25 août 1995

## Distribution

### The Thief and the Cobbler
- Vincent Price : Vizir Zigzag
- Sara Crowe : Princesse Yum-Yum
- Anthony Quayle : Roi Nod
- Matthew Broderick : Tack
- Felix Aylmer : Narrateur
- Joan Sims : Servante de la princesse, Sorcière de la montagne
- Ronald Leigh-Hunt : Le génie Eilkay
- Miriam Margolyes : Jeune fille de Mombasa
- Windsor Davies : Chef Roofless
- Paul Matthews : Le Borgne
- Donald Pleasence : Phido le vautour
- Clinton Sundberg : Le soldat mourant
- Kenneth Williams : Gobelet / Tickle
- Stanley Baxter : Gofer / Gifle
- George Melly : Nain
- Eddie Byrne : Hoof
- Thick Wilson : Crochet
- Frederick Shaw : Goolie
- Richard Williams : Rire de brigand (non crédité)
- Joss Ackland : Un brigand
- Peter Clayton : Un brigand
- Derek Hinson : Un brigand
- Declan Mullholand : Un brigand
- Mike Nash : Un brigand
- Dermot Walsh : Un brigand
- Ramsay Williams : Un brigand

### The Princess and the Cobbler
Les dialogues de Vincent Price, des brigands, de Clinton Sundberg et des voix additionnelles sont directement issus de la version de Workprint. Un dialogue du roi Nod en est issu également.
- Vincent Price : Vizir Zigzag
- Steve Lively : Tack
- Bobbi Page : Princesse Yum-Yum
- Ed E. Carroll : Le Voleur (effets sonores)
- Clive Revill : Roi Nod
- Mona Marshall : Servante de la princesse, Sorcière de la montagne
- Woody Harrelson : Le génie Eilkay
- Joan Sims : Sorcière de la montagne (certaines scènes)
- Windsor Davies : Chef Roofless
- Kevin Dorsey : Le Borgne / Chant des brigands
- Donald Pleasence : Phido le vautour
- Clinton Sundberg : Le soldat mourant
- Kenneth Williams : Gobelet / Tickle
- Stanley Baxter : Gofer / Gifle
- Eddie Byrne : Hoof
- Thick Wilson : Crochet
- Frederick Shaw : Goolie
- Richard Williams : Rire de brigand (non crédité)
- Joss Ackland : Un brigand (non crédité)
- Peter Clayton : Un brigand
- Derek Hinson : Un brigand
- Declan Mullholand : Un brigand
- Mike Nash : Un brigand
- Dermot Walsh : Un brigand
- Ramsay Williams : Un brigand
- Geoff Golden : Un brigand
- Tony Scannell : Un brigand
- Randy Crenshaw : Chant des brigands
- Roger Freeland : Chant des brigands
- Nick Jameson : Chant des brigands
- Bob Joyce : Chant des brigands
- Jon Joyce : Chant des brigands
- Kerry Katz : Chant des brigands
- Ted King : Chant des brigands
- Michael Lanning : Chant des brigands
- Raymond McLeod : Chant des brigands
- Rick Charles Nelson : Chant des brigands
- Scott Rummell : Chant des brigands
- Arnold McCuller : Suis J'aime Sensation? Chanteurs bruit
- Andrea Robinson : Suis J'aime Sensation? Chanteurs bruit

### Arabian Knight
Les chansons chantées par Steve Lively et Bobbi Page ont été conservées dans cette version de même que la chanson des brigands.
- Vincent Price : Vizir Zigzag
- Matthew Broderick : Tack (voix parlée)
- Steve Lively : Tack (voix chantée)
- Jennifer Beals : Princesse Yum-Yum (voix parlée)
- Bobbi Page : Princess Yum-Yum (voix chantée)
- Jonathan Winters : Les pensées du voleur
- Toni Collette : La servante de la princesse, Sorcière de la montagne
- Woody Harrelson : Le génie Eilkay
- Clive Revill : Roi Nod
- Windsor Davies : Chef Roofless
- Kevin Dorsey : Le Borgne / Chant des brigands
- Eric Bogosian : Phido le vautour
- Clinton Sundberg : Le soldat mourant
- Kenneth Williams : Gobelet / Tickle
- Stanley Baxter : Gofer / Gifle
- Eddie Byrne : Hoof
- Thick Wilson : Crochet
- Frederick Shaw : Goolie
- Richard Williams : Rire de brigand (non crédité)
- Joss Ackland : Un brigand (non crédité)
- Peter Clayton : Un brigand
- Derek Hinson : Un brigand
- Declan Mullholand : Un brigand
- Mike Nash : Un brigand
- Dermot Walsh : Un brigand
- Ramsay Williams : Un brigand
- Geoff Golden : Un brigand
- Tony Scannell : Un brigand
- Randy Crenshaw : Chant des brigands
- Roger Freeland : Chant des brigands
- Nick Jameson : Chant des brigands
- Bob Joyce : Chant des brigands
- Jon Joyce : Chant des brigands
- Kerry Katz : Chant des brigands
- Ted King : Chant des brigands
- Michael Lanning : Chant des brigands
- Raymond McLeod : Chant des brigands
- Rick Charles Nelson : Chant des brigands
- Scott Rummell : Chant des brigands
- Arnold McCuller : Suis J'aime Sensation? Chanteurs bruit
- Andrea Robinson : Suis J'aime Sensation? Chanteurs bruit
- Ed E. Carroll : Voix supplémentaires
- Steve Lively : Voix supplémentaires
- Mona Marshall : Voix supplémentaires
- Bobbi Page : Voix supplémentaires
- Donald Pleasence : Voix supplémentaires

### Voix québécoises
- Joël Legendre : Le Cordonnier (voix parlée et chantée)
- Bernard Fortin : Le Voleur
- Geneviève De Rocray : La Princesse (voix parlée et chantée)
- Yves Massicotte : Roi Dodo
- Gilbert Lachance : Zigzag
- Mario Desmarais : Le génie Elquai
- Diane Arcand : La nounou
- Benoît Marleau : Phido le vautour
- Guy Nadon : Le Borgne
- Yves Corbeil : Chef Roofless
- Claudine Chatel : La Grande Sorcière
- Marc Bellier : un soldat mourant

## Trois versions différentes
Il existe trois montages différents :
- Workprint version (The Thief and the Cobbler, 1964-1992), qui est la version originale du réalisateur.
- The Princess and the Cobbler (1993, Majestic Films) où des chansons sont ajoutées, la jeune fille de Mombasa disparait, des scènes sont coupées et certains personnages changent de voix.
- Arabian Knight (1995, Miramax) qui reprend les modifications du montage précédent sauf qu'on entend les pensées du voleur (qui était muet dans les versions précédentes), des personnages changent de voix et des scènes sont coupées.

## Recobbled Cut
Des fans ont tenté de retrouver le travail original de Richard Williams et de le diffuser sur internet, l'intention étant de reproduire le travail de Williams.